# مونزینگن (وورتمبرگ)
شهر مونزینگن (به آلمانی: Münsingen) در ایالت بادن-وورتمبرگ در کشور آلمان واقع شده‌است.